# Boudy (Skryje)
Boudy jsou osada, část obce Skryje v okrese Brno-venkov v Jihomoravském kraji. Nacházejí se na okraji Křižanovské vrchoviny, asi 1 km na jih od Skryjí. Žijí zde 4 obyvatelé.
Boudy leží v katastrálním území Skryje o výměře 2,21 km².

## Historie
První písemná zmínka o osadě je z roku 1775. Od roku 1850 patřily Boudy ke Skryjím, od 50. let 20. století spadaly k Horním Loučkám. Opětovnou součástí Skryjí jsou od roku 1991.
K 1. lednu 2005 byla osada Boudy, jako součást obce Skryje, společně s dalšími 23 obcemi převedena z okresu Žďár nad Sázavou (Kraj Vysočina) do okresu Brno-venkov (Jihomoravský kraj).

## Obyvatelstvo
| Rok            | 1869 | 1880 | 1890 | 1900 | 1910 | 1921 | 1930 | 1950 | 1961 | 1970 | 1980 | 1991 | 2001 | 2011 | 2021 |
| -------------- | ---- | ---- | ---- | ---- | ---- | ---- | ---- | ---- | ---- | ---- | ---- | ---- | ---- | ---- | ---- |
| Počet obyvatel | 58   | 68   | 65   | 49   | 48   | 43   | 47   | 45   | 16   | 16   | 11   | 10   | 8    | 6    | 4    |
| Počet domů     | 7    | 7    | 7    | 9    | 8    | 9    | 10   | 9    | —    | 5    | 4    | 7    | 7    | 7    | 7    |

Vývoj počtu obyvatel

## Galerie

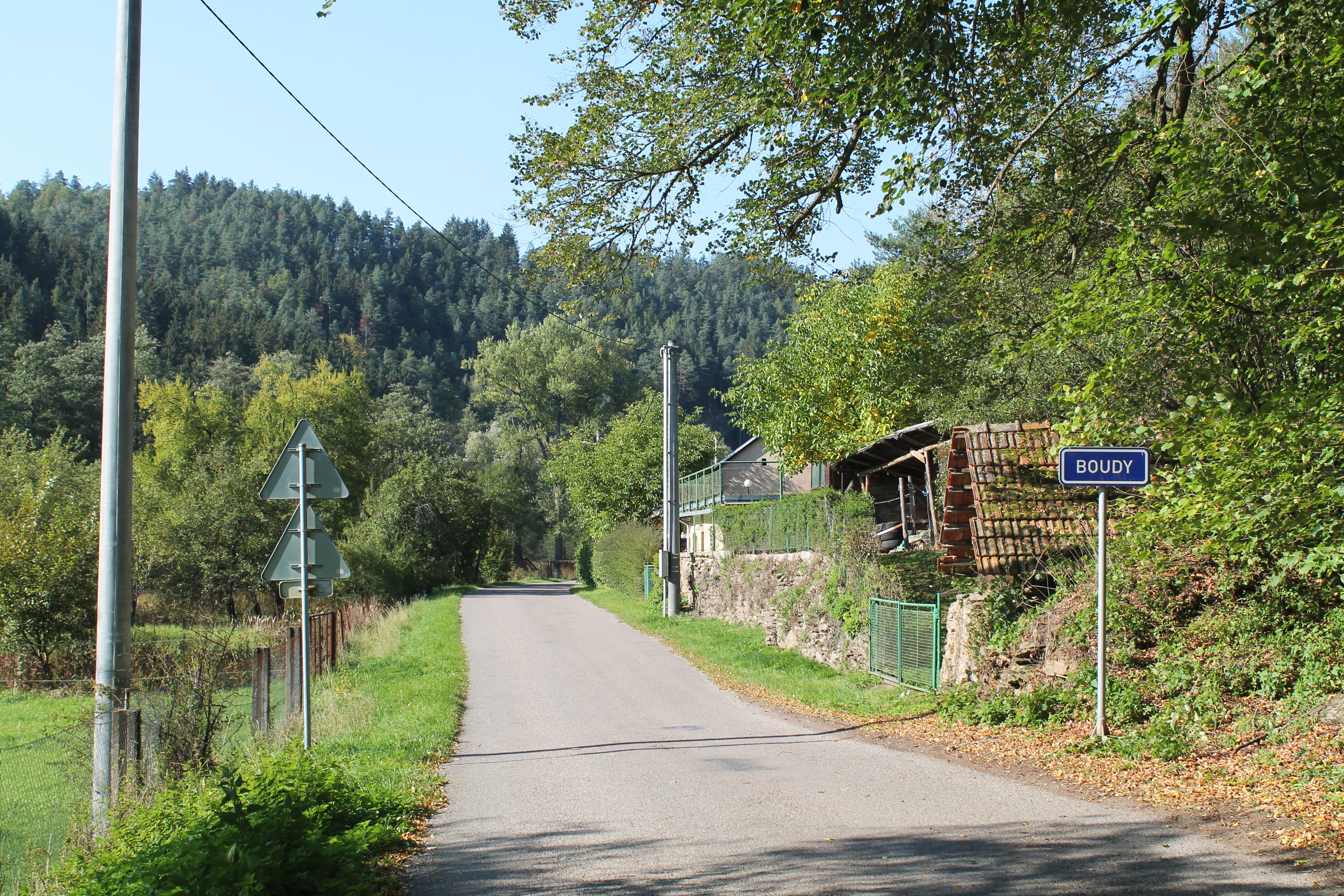
Vjezd do osady
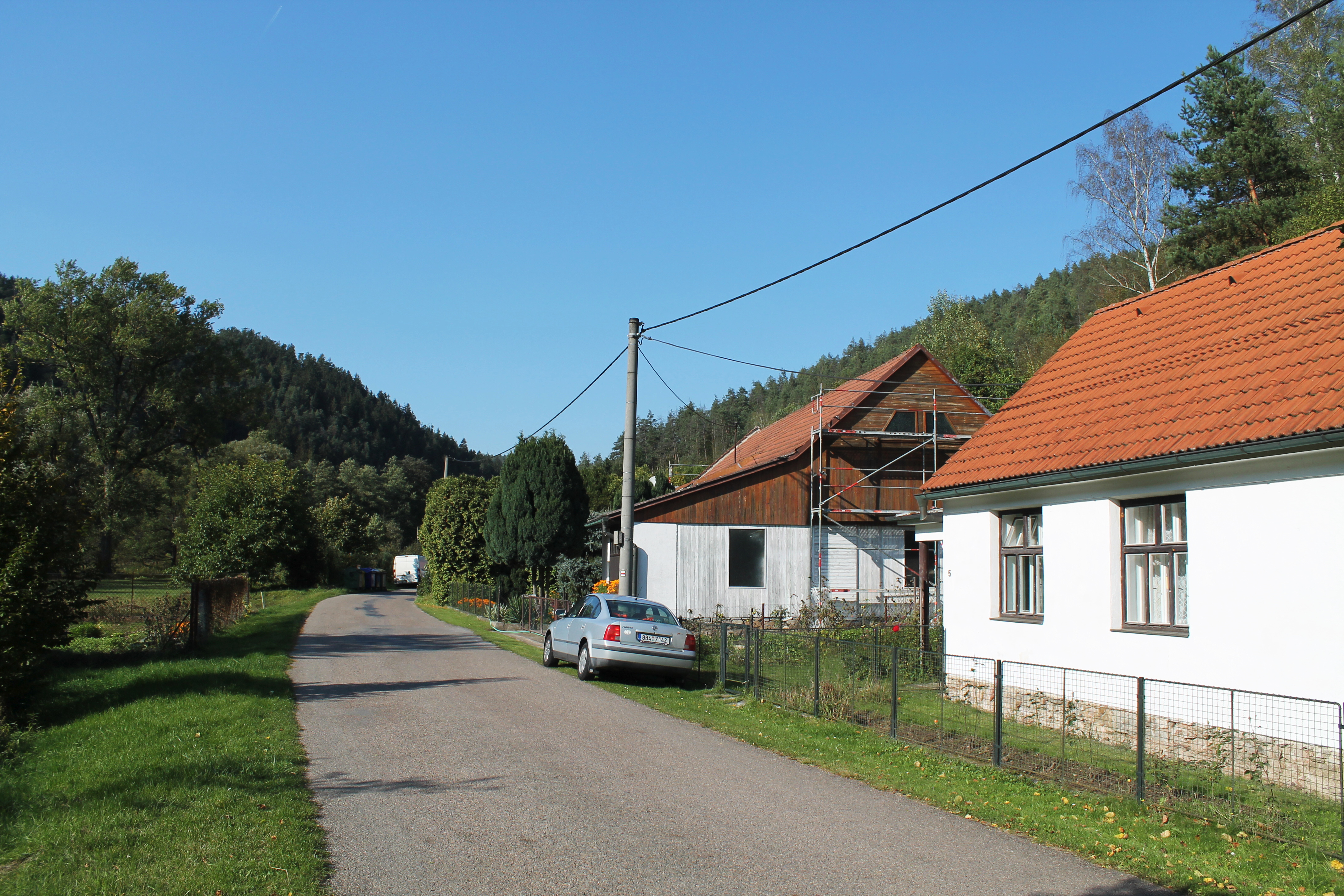
Osada Boudy
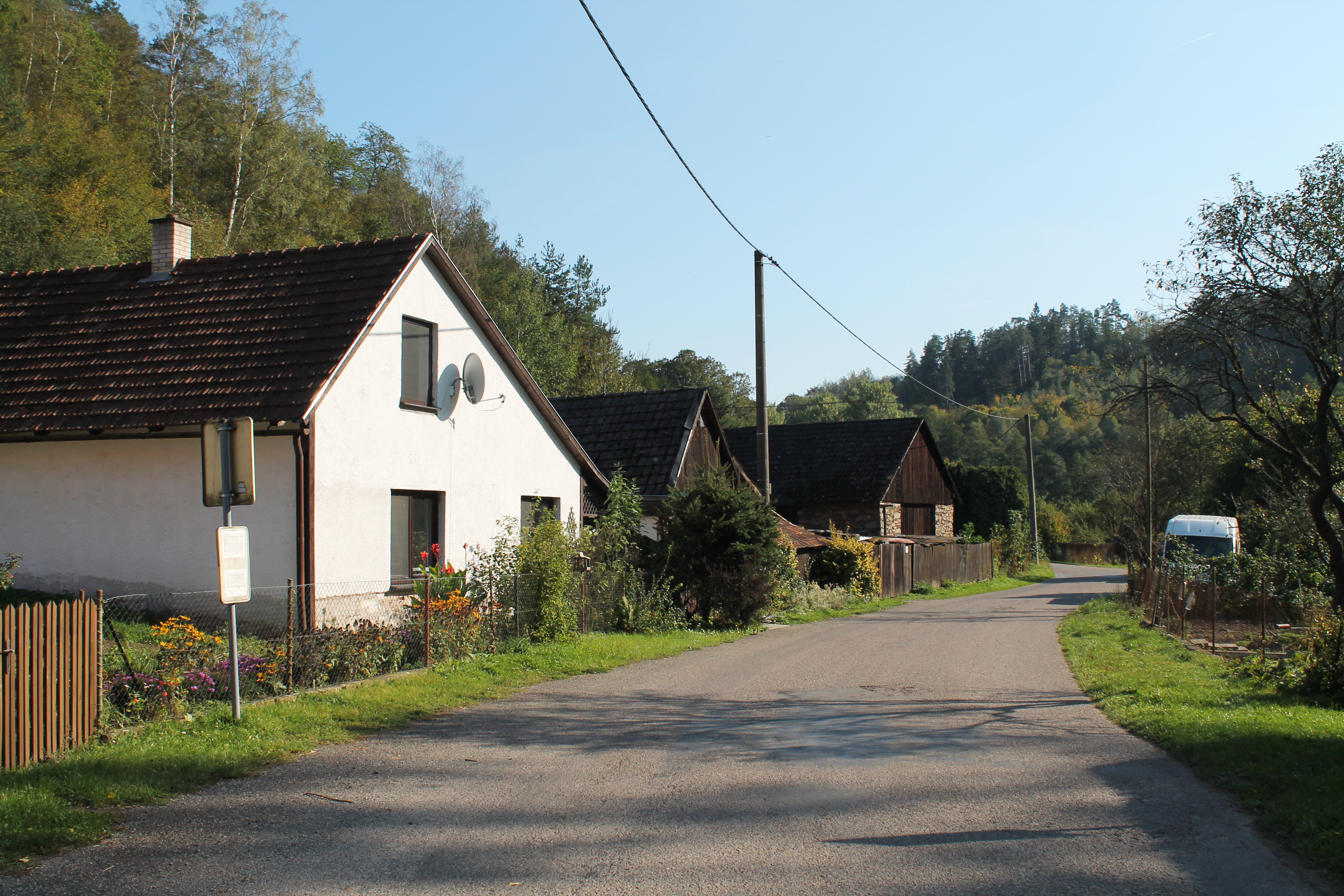
Osada Boudy
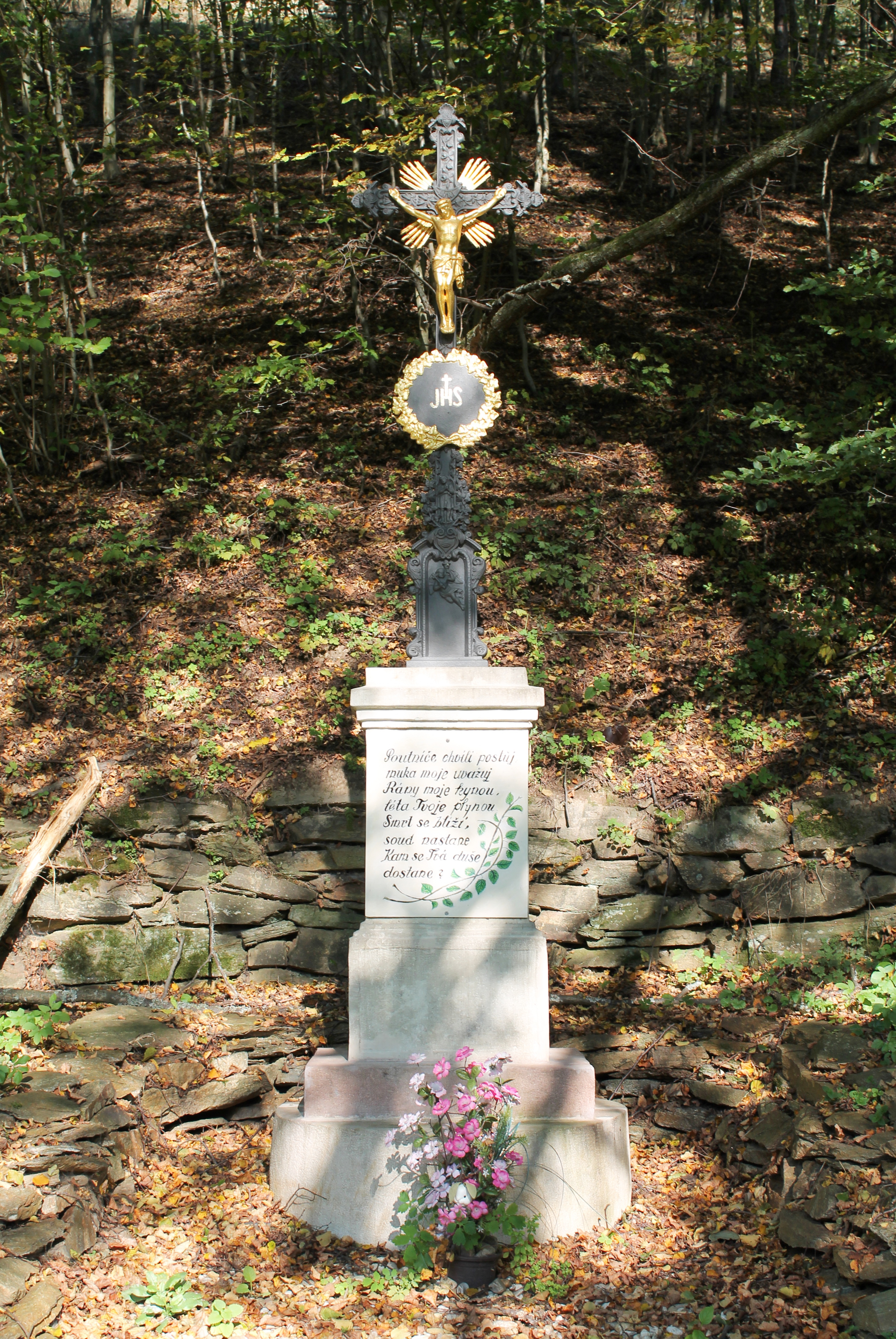
Kříž u silnice